# Sergei Nikolajewitsch Lanskoi

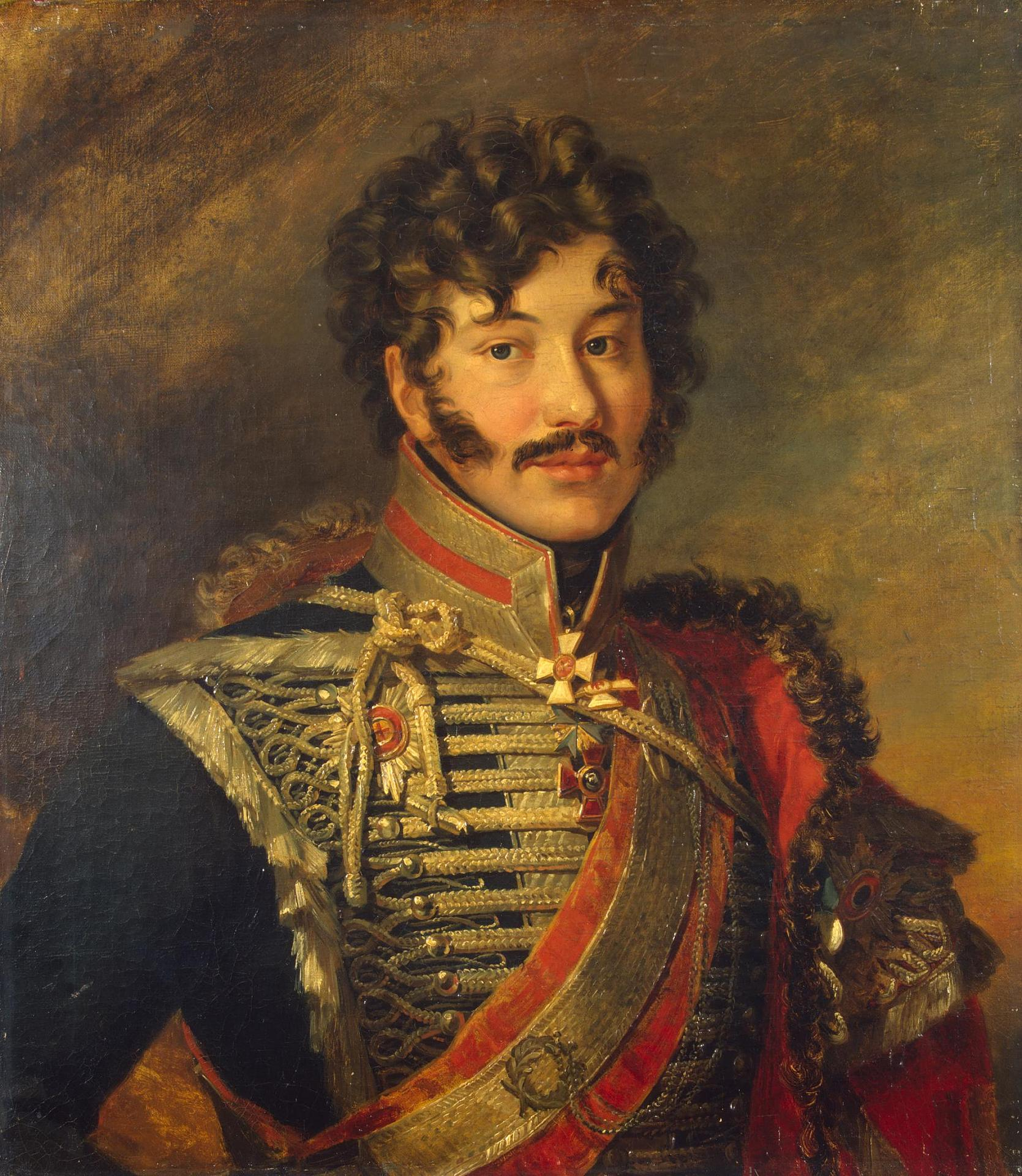
Sergei N. Lanskoi (1774–1814), Porträt von George Dawe aus der Militärgalerie (Военная галерея) des Winterpalastes

Sergei Nikolajewitsch Lanskoi (russisch Сергей Николаевич Ланской; * 1774; † 7. März 1814) war russischer Generalleutnant, der unter dem Zaren Alexander I. diente und sich insbesondere in den Napoleonischen Kriegen auszeichnete.

## Leben
Lanskoi war adeliger Herkunft aus Galitsch, Oblast Kostroma.
Er trat früh in den Militärdienst ein. Am 16. April 1797 wurde er Fähnrich, am 8. September 1798 Leutnant und am 13. März 1801 Adjutant des Großfürsten Konstantin. Am 5. Oktober 1801 wurde er zum Hauptmann befördert.
Lanskoi fand danach für einige Jahre Verwendung im diplomatischen Dienst, davon die meiste Zeit in Paris. Am 14. August 1805 kehrte er im Range eines Oberstleutnants in den Militärdienst zurück. Er zeichnete sich aus in der Schlacht bei Austerlitz und wurde am 12. Dezember 1805 zum Obersten befördert. Danach diente er im Russisch-Türkischen Krieg (1806–1812).
Am 3. August 1810 zum Generalmajor befördert, wurde er Kommandant der Weißrussischen Husaren. Als solcher nahm er am Krieg gegen die Franzosen im Jahre 1812 teil, in dem er sich an der Beresina auszeichnete. Im Jahre 1813 zeichnete er sich in der Schlacht an der Katzbach aus und wurde am 15. September 1813 zum Generalleutnant befördert.

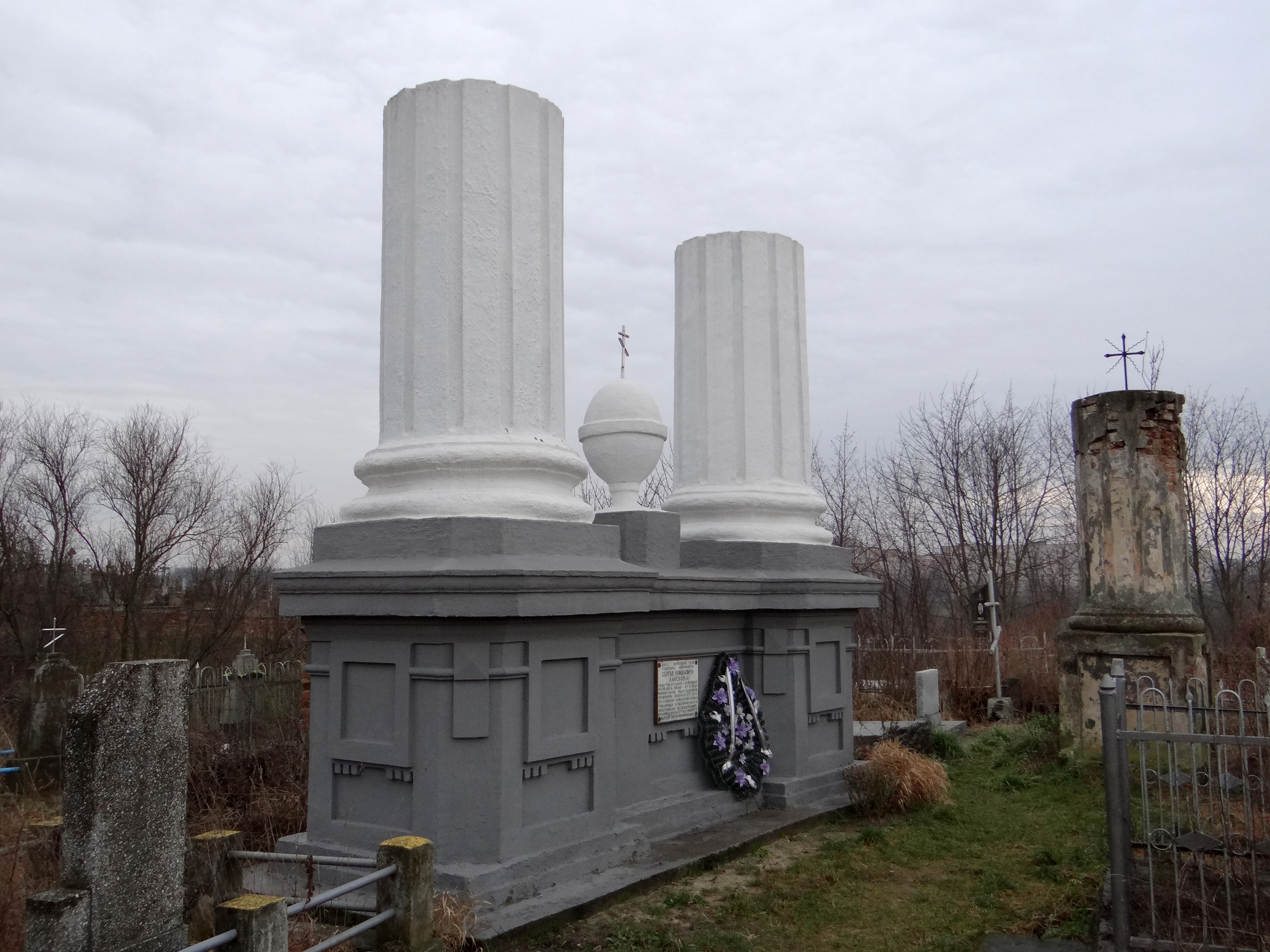
Grabmal in Hrodna/Grodno

Im Winterfeldzug 1814 in Frankreich befehligte er die Leichte Kavallerie des russischen Korps unter General Sacken, insbesondere in der Schlacht bei La Rothière und der Schlacht bei Montmirail. 
In der Schlacht bei Craonne erhielt er am späten Nachmittag den Auftrag, mit seinen Husaren und Dragonern den Rückzug der russischen Infanterie zu decken. Bei den nachfolgenden Kämpfen wurde er tödlich verwundet.
Lanskoi hinterließ den Wunsch, in russischer Erde begraben zu werden. Seine Husaren nahmen seinen Leichnam mit nach Hause und bestatteten ihn in Hrodna (russisch Гродно/Grodno). Sein Grab dort ist noch erhalten.

## Hinweise und Ergänzungen
1. ↑  Das Grab liegt auf dem Zentralfriedhof hinter der Kirche zum Fluss, der Memel,  hin, Stand 2010.

| Personendaten    | Personendaten                  |
| ---------------- | ------------------------------ |
| NAME             | Lanskoi, Sergei Nikolajewitsch |
| ALTERNATIVNAMEN  | Сергей Николаевич Ланской      |
| KURZBESCHREIBUNG | russischer General             |
| GEBURTSDATUM     | 1774                           |
| STERBEDATUM      | 7. März 1814                   |